# Марія Ростворовскі
Марія Ростворовскі Товар де Дієс-Кансеко (ісп. María Rostworowski Tovar de Diez Canseco, 8 серпня 1915 — 6 березня 2016) — перуанська історикиня, відома своїми обширними і детальними публікаціями про стародавні культури Перу та імперію інків.

## Біографія
Народилася в районі Барранко міста Ліма, Перу. Її батьком був Ян Яцек Ростворовський, польський аристократ, а мати, Ріта Товар дель Вальє, походила з Пуно. Її дід, Агустін Товар Агілар, був президентом Сенату, а дядько, Кароль Губерт Ростворовський, був драматургом. Навчалася в різних школах-інтернатах Польщі, Бельгії, Франції та Англії, де вивчила французьку, англійську та польську мови. Була студенткою перуанського історика Рауля Порраса Барренечеа в Національному університеті Сан-Маркоса. Брала участь у політичній партії «Народна дія», перуанській політичній партії, під час її заснування.
Ростворовскі вийшла заміж за свого далекого двоюрідного брата, графа Зигмунта Броель-Платера, представника польського дворянства. Його батьком був граф Едвард Цезар Маріан Броель-Платер, а матір'ю — графиня Яніна Тишкевич-Логойська. У Ростворовські та графа Броель-Плейтера була одна дочка, Крістіна Броель-Плейтер Ростворовська, але згодом подружжя розлучилося. Пізніше вона вийшла заміж за бізнесмена Алехандро Дієса-Кансеко Коронель-Зегарра, який був сином Мануеля Дієса-Кансеко і родичем графів Аластая. Дієс-Кансеко, який згодом стане генеральним секретарем політичної партії «Народна дія», відіграв велику роль у формуванні історичних інтересів Марії. Після раптової смерті чоловіка в березні 1961 року вона переїхала до колонії для прокажених у Сан-Пабло, якою керував німець Максим Кучинський-Годард, щоб працювати місіонеркою. Їй знадобився один день, щоб подолати річку Амазонку і дістатися до колонії прокажених. Перший уряд Фернандо Белаунде Террі призначив її асистентом з питань культури в посольстві Перу в Іспанії.

Ростворовскі була студенткою Національного університету Сан-Майор-де-Сан-Маркос. В університеті двома її викладачами були Рауль Поррас Барренечеа, який познайомив її з історіографічним процесом та аналізом історичних джерел, та північноамериканський антрополог Джон Мурра, який мотивував її почати вивчати етнічну історію. Під час навчання в університеті вона також контактувала з іншими професорами, такими як Хуліо К. Телло, Луїс Валькарсель та Луїс Хайме Сіснерос. Пов'язана з Інститутом перуанських досліджень з самого початку його заснування, Марія Ростворовскі редагувала численні публікації під егідою Інституту. Одне з видань, яке вона редагувала, називається «Historia del Tahuantinsuyo», найбільш продаваний журнал з суспільних наук за всю історію Перу.
Внесок Ростворовскі в історіографію, особливо перуанської історії, є численним. У своїй першій книзі «Пачакутекський інка Юпанкі» (1953) вона підкреслює важливість уряду інків для будівництва Тауантінсуйо. Вона також зробила важливі і відомі дослідження в галузі доколумбових суспільств на перуанському узбережжі, тема, яка до того часу не була широко вивчена. Інші її роботи стосуються різноманітних історичних тем, починаючи від історичних гендерних досліджень (La mujer en la época prehispánica, 1986) до доколумбових культів та їх подальшої християнізації (Pachacamac y el Señor de los Milagros: una trayectoria milenaria, 1992).

## Смерть
Марія Ростворовська померла в неділю 6 березня 2016 року у віці 100 років, між 3:30 і 3:38 пополудні.

## Книги
- Pachacutec inca Yupanqui (1953)
- Curacas y sucesiones: costa norte (1961)
- Los ascendientes de Pumacahua (1963)
- Etnia y sociedad: costa peruana prehispánica (1977 y 1989)
- Señoríos indígenas de Lima y Canta (1978)
- Recursos naturales renovables y pesca: siglos XVI y XVII (1981)
- Estructuras andinas del poder: ideología religiosa y política (1983)
- La mujer en la época prehispánica (1986)
- Entre el mito y la historia: psicoanálisis y pasado andino, con Max Hernández, Moisés Lemlij, Luis Millones y Alberto Péndola (1987)
- Conflicts over Coca Fields in XVI century Perú (1988)
- Historia del Tahuantinsuyu (перше видання: 1988)...[ 2001].
- Doña Francisca Pizarro: una ilustre mestiza (1534–1598) (1989)
- Pachacámac y el Señor de los Milagros: una trayectoria milenaria (1992)
- Las visitas a Cajamarca. 1571-72/1578.
- Documentos (1992, 2 томи, з Пілар Ремі)
- Ensayos de historia andina (1993 y 1998)
- La mujer en el Perú prehispánico (1995)
- Kon, el dios volador y el pequeño Naycashca, with illustrations by Claudine Gaime (1995)
- La muerte del sol y otros cuentos del Antiguo Perú (1996)
- El origen de los hombres y otros cuentos del Antiguo Perú (1996)
- María Fernanda Alvarado Ágreda (1996)
- Pachacútec y la leyenda de los chancas (1997)
- El señorío de Pachacámac (1999)
- Historia de los Incas (Lima: Editorial Bruño, 1999)
- Los Incas (Lima: Fundación Telefónica, 2000) (in CD-ROM).
- Incas Enciclopedia temática del Perú. видання El Comercio, Ліма (2004) ISBN 9972-752-00-3 збірника; ISBN 9972-752-01-1 книги; тираж 120 тис. примірників
- Obras completas (2005)